# Диано Марина
Диа̀но Марѝна (на италиански: Diano Marina; на лигурски: Dian, Диан) е пристанищно и морско курортно градче и община в Северна Италия, провинция Империя, регион Лигурия. Разположено е на брега на Лигурско море, на лигурското Западно крайбрежие. Населението на общината е 5966 души (към 2011 г.).